# Magra, Algérie
Magra là một đô thị thuộc tỉnh Msila, Algérie. Dân số thời điểm năm 2002 là 31.749 người.